# Ozren Bonačić
Ozren Bonačić (ur. 5 stycznia 1942 w Zagrzebiu) – chorwacki piłkarz wodny. W barwach Jugosławii dwukrotny medalista olimpijski.
Mierzący 196 cm wzrostu zawodnik w 1964 w Tokio wspólnie z kolegami zajął drugie miejsce. Cztery lata później znalazł się wśród mistrzów olimpijskich. Brał udział w IO 72 i IO 76. Dwukrotnie był brązowym medalistą mistrzostw Europy (1966 i 1970).